# 31700 Naperez
31700 Naperez è un asteroide della fascia principale. Scoperto nel 1999, presenta un'orbita caratterizzata da un semiasse maggiore pari a 3,1948013 UA e da un'eccentricità di 0,1500507, inclinata di 2,41042° rispetto all'eclittica.